# St-Pierre (Veymerange)

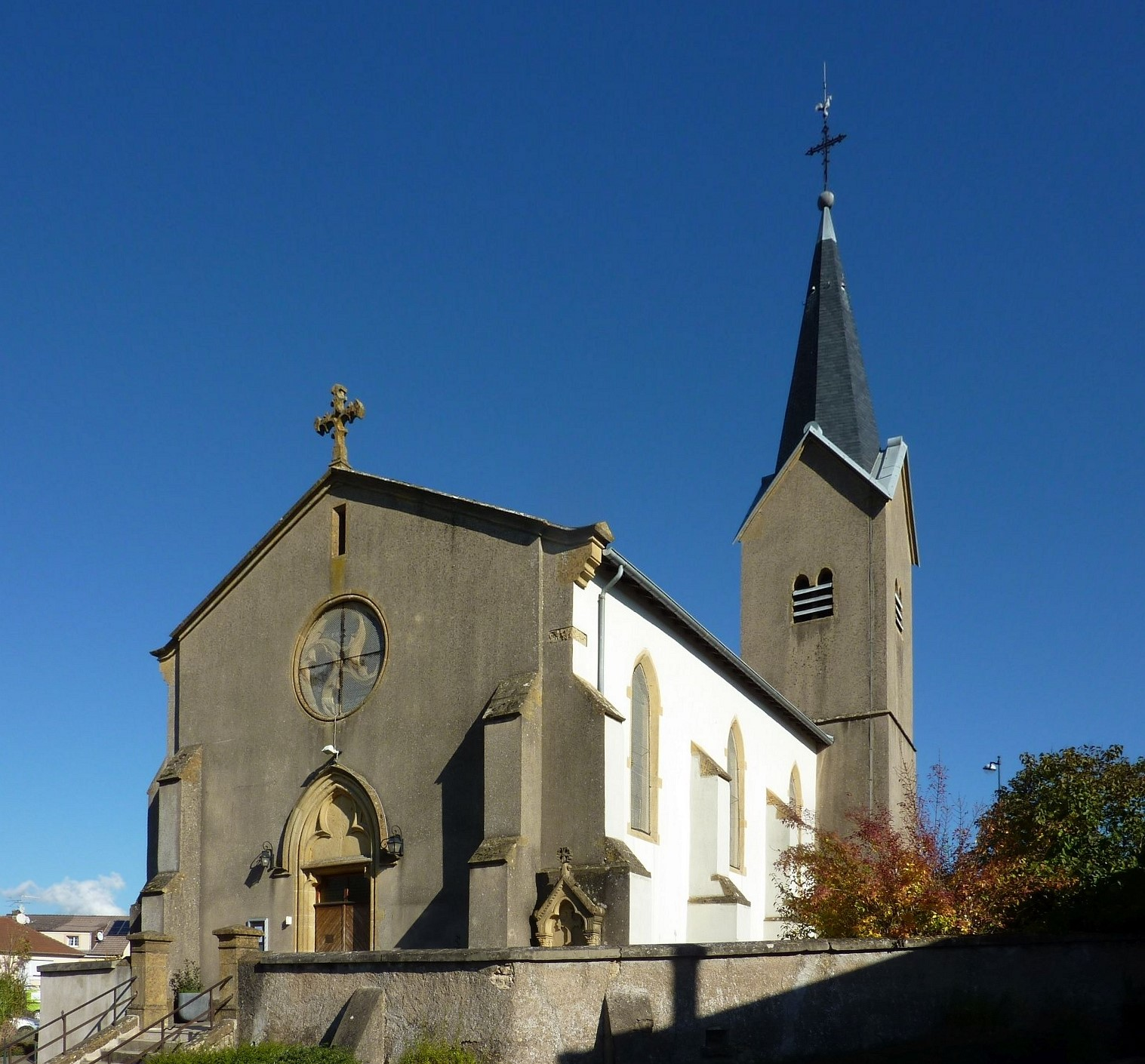
Kirche St-Pierre, Ansicht von Südwesten

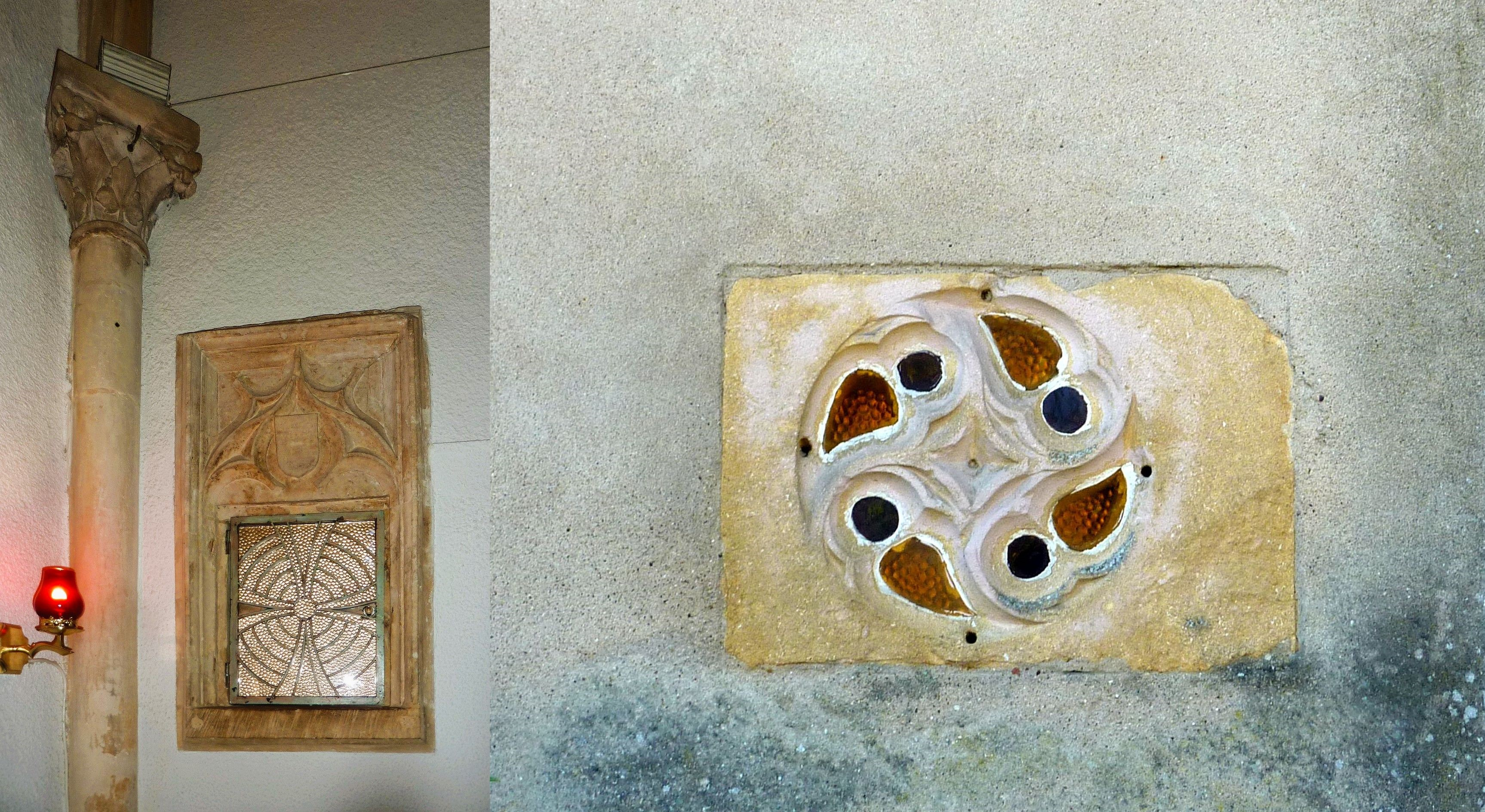
Das Sakramentshaus im Inneren und das äußere Rosettenfenster

Die römisch-katholische Kirche St-Pierre befindet sich in Veymerange, einem Ortsteil von Thionville im Departement Moselle in Frankreich. Die Kirche ist eingetragen im Verzeichnis des kulturellen Erbes in Frankreich.

## Geschichte
St-Pierre wurde um 1250 durch die Abtei St-Pierre-aux-Nonnains als Filialkirche der Pfarrei St-Jean-Baptiste in Volkrange errichtet. Im 15. Jahrhundert wurde der erste Kirchbau durch ein größeres gotisches Gotteshaus mit Rechteckchor und einem Chorflankenturm im Winkel von Langhaus und Chor ersetzt. 1804 erfolgte die Abpfarrung von Volkringen und die Erhebung von St-Pierre zur Pfarrkirche. 1860 wurde das Langhaus wegen des Anwachsens der Gemeinde um ein Drittel vergrößert. Im Chor hat sich ein spätgotisches Sakramentshaus erhalten, das wie in einer Reihe weiterer Dorfkirchen in Lothringen im Äußeren ein Rosettenfenster mit Maßwerkfüllung besitzt.